# Кассетта, Франческо ди Паола
Франческо ди Паола Кассетта (итал. Francesco di Paola Cassetta; 12 августа 1841, Рим, Папская область — 23 марта 1919, Рим, королевство Италия) — итальянский куриальный кардинал. Титулярный епископ Амафуса со 2 декабря 1884 по 25 ноября 1887. Тайный элемозинарий Его Святейшества с 20 сентября 1887 по 12 ноября 1895. Титулярный архиепископ Никомедии с 25 ноября 1887 по 12 ноября 1895. Наместник Его Святейшества для Рима с 12 ноября 1895 по 19 июня 1899. Титулярный латинский патриарх Антиохии с 29 ноября 1895 по 18 июня 1899. Камерленго Священной Коллегии Кардиналов с 9 июня 1902 по 22 июня 1903. Префект Священной Конгрегации образования с 3 июня 1911 по 3 января 1914. Библиотекарь Святой Римской Церкви с 3 января 1914 по 23 марта 1919. Архивариус Святой Римской Церкви с 14 февраля 1914 по 1917. Префект Священной Конгрегации Собора с 10 февраля 1914 по 23 марта 1919. Вице-декан Священной Коллегии кардиналов с 7 декабря 1913 по 23 марта 1919. Кардинал-священник с 19 июня 1899, с титулом церкви Сан-Кризогоно с 22 июня 1899 по 27 марта 1905. Кардинал-дьякон in commendam с титулярной диаконией Санти-Вито-Модесто-э-Крешенция с 28 апреля 1901 по 23 марта 1919. Кардинал-епископ Сабины и пожизненный аббат Фарфы с 27 марта 1905 по 27 ноября 1911. Кардинал-епископ Фраскати с 27 ноября 1911. 